# 瀬沼伊兵衛
瀬沼 伊兵衛（せぬま いへえ、1863年11月19日（文久3年10月9日） - 1930年（昭和5年）10月1日）は、日本の政治家。衆議院議員（1期）。

## 経歴
東京都出身。神奈川県会議員、東京府会議員、同常置委員、同副議長、同郡部会議長、警視庁防疫評議員、西多摩郡教育会長、所得税調査委員、東京府農工銀行、多摩川水力電気(株)各監査役、五日市鉄道、秋川水力電気各(株)取締役となる。
1924年の第15回衆議院議員総選挙において東京16区から立憲政友会公認で立候補して当選した。衆議院議員を1期務めた。1928年の第16回衆議院議員総選挙には立候補しなかった。1930年死去。